# A Star Wars: Lázadók epizódjainak listája
Ez a lista az Star Wars: Lázadók című sorozat epizódjainak felsorolását tartalmazza. A sorozat 2014. augusztus 11-én debütált az Amerikai Egyesült Államokban a Disney XD csatornán.

## Évados áttekintés
| Évad | Évad        | Epizódok | Eredeti sugárzás     | Eredeti sugárzás    | Magyar sugárzás      | Magyar sugárzás      |
| Évad | Évad        | Epizódok | Évadpremier          | Évadfinálé          | Évadpremier          | Évadfinálé           |
| ---- | ----------- | -------- | -------------------- | ------------------- | -------------------- | -------------------- |
|      | Rövidfilmek | 4        | 2014. augusztus 11.  | 2014. szeptember 1. | 2014. szeptember 12. | 2014. szeptember 16. |
|      | 1           | 15       | 2014. október 3.     | 2015. március 2.    | 2014. október 5.     | 2015. május 3.       |
|      | Különkiadás | 1        | 2015. május 4.       | 2015. május 4.      | 2015. november 10.   | 2015. november 10.   |
|      | 2           | 22       | 2015. június 20.     | 2016. március 30.   | 2015. október 11.    | 2016. május 15.      |
|      | 3           | 22       | 2016. szeptember 24. | 2017. március 25.   | 2016. november 19.   | 2017. május 6.       |
|      | 4           | 16       | 2017. október 16.    | 2018. március 5.    | 2018. március 17.    | 2018. május 5.       |

## Epizódok

### Rövidfilmek (2014)
| #  | Eredeti cím              | Magyar cím             | Rendezte     | Írta                          | Eredeti premier     | Magyar premier       | Gyártási kód |
| -- | ------------------------ | ---------------------- | ------------ | ----------------------------- | ------------------- | -------------------- | ------------ |
| 1. | The Machine in the Ghost | Gép a szellemben       | Dave Filoni  | Greg Weisman                  | 2014. augusztus 11. | 2014. szeptember 16. | 101A         |
| 2. | Art Attack               | Művészi művelet        | Justin Ridge | Greg Weisman                  | 2014. augusztus 18. | 2014. szeptember 16. | 101B         |
| 3. | Entanglement             | Gubancok               | Justin Ridge | Henry Gilroy és Simon Kinberg | 2014. augusztus 25. | 2014. szeptember 12. | 101C         |
| 4. | Property of Ezra Bridger | Ezra Bridger tulajdona | Dave Filoni  | Simon Kinberg                 | 2014. szeptember 1. | 2014. szeptember 12. | 101D         |

### 1. évad (2014-2015)
| #   | #   | Eredeti cím             | Magyar cím                | Rendezte                     | Írta                           | Eredeti premier    | Magyar premier     | Gyártási kód | Nézettség (millió fő) |
| --- | --- | ----------------------- | ------------------------- | ---------------------------- | ------------------------------ | ------------------ | ------------------ | ------------ | --------------------- |
| 1.  | 1.  | Spark of Rebellion      | A lázadás szikrája        | Steward Lee és Steven G. Lee | Simon Kinberg                  | 2014. október 3.   | 2014. október 5.   | 101          | 2,74                  |
| 2.  | 2.  | Spark of Rebellion      | A lázadás szikrája        | Steward Lee és Steven G. Lee | Simon Kinberg                  | 2014. október 3.   | 2014. október 5.   | 102          | 2,74                  |
| 3.  | 3.  | Droids in Distress      | Droidgondok               | Steward Lee                  | Greg Weisman                   | 2014. október 13.  | 2014. október 19.  | 103          | 1,03                  |
| 4.  | 4.  | Fighter Flight          | Vadászkaland              | Steven G. Lee                | Kevin Hopps                    | 2014. október 20.  | 2014. október 26.  | 104          | 0,58                  |
| 5.  | 5.  | Rise of the Old Masters | Egy régi mester visszatér | Steward Lee                  | Henry Gilroy                   | 2014. október 27.  | 2014. november 2.  | 105          | 0,95                  |
| 6.  | 6.  | Breaking Ranks          | Kadétok és kalandok       | Steven G. Lee                | Greg Weisman                   | 2014. november 3.  | 2014. november 9.  | 106          | 0,64                  |
| 7.  | 7.  | Out of Darkness         | A sötétség fiai           | Steward Lee                  | Kevin Hopps                    | 2014. november 10. | 2014. november 16. | 107          | 0,60                  |
| 8.  | 8.  | Empire Day              | A birodalom napja         | Steven G. Lee                | Henry Gilroy                   | 2014. november 17. | 2014. november 23. | 108          | 0,67                  |
| 9.  | 9.  | Gathering Forces        | Erőgyűjtés                | Steward Lee                  | Greg Weisman                   | 2014. november 24. | 2015. március 15.  | 109          | 0,66                  |
| 10. | 10. | Path of the Jedi        | A jedi útja               | Dave Filoni                  | Charles Murray                 | 2015. január 5.    | 2015. március 22.  | 110          | 0,57                  |
| 11. | 11. | Idiot's Array           | A bolond sora             | Steward Lee                  | Kevin Hopps                    | 2015. január 19.   | 2015. március 29.  | 111          | 0,53                  |
| 12. | 12. | Vision of Hope          | A remény látomása         | Steven G. Lee                | Henry Gilroy                   | 2015. február 2.   | 2015. április 12.  | 112          | 0,70                  |
| 13. | 13. | Call to Action          | A cselekvés ideje         | Steward Lee                  | Greg Weisman és Simon Kinberg  | 2015. február 9.   | 2015. április 19.  | 113          | 0,60                  |
| 14. | 14. | Rebel Resolve           | Együtt egymásért          | Justin Ridge                 | Charles Murray és Henry Gilroy | 2015. február 23.  | 2015. április 26.  | 114          | 0,55                  |
| 15. | 15. | Fire Across the Galaxy  | Fellángol a galaxis       | Dave Filoni                  | Simon Kinberg                  | 2015. március 2.   | 2015. május 3.     | 115          | 0,72                  |

### Különkiadás (2015)
| Eredeti cím        | Magyar cím        | Rendezte                                  | Írta                                                                     | Eredeti premier | Magyar premier     | Gyártási kód |
| ------------------ | ----------------- | ----------------------------------------- | ------------------------------------------------------------------------ | --------------- | ------------------ | ------------ |
| The Ultimate Guide | Ami eddig történt | Dave Filoni, Steward Lee és Steven G. Lee | Henry Gilroy, Kevin Hopps, Simon Kinberg, Charles Murray,és Greg Weisman | 2015. május 4.  | 2015. november 10. | 117          |

### 2. évad (2015-2016)
| #   | #   | Eredeti cím                   | Magyar cím                    | Rendezte                   | Írta                                            | Eredeti premier    | Magyar premier     | Gyártási kód | Nézettség (millió fő) |
| --- | --- | ----------------------------- | ----------------------------- | -------------------------- | ----------------------------------------------- | ------------------ | ------------------ | ------------ | --------------------- |
| 16. | 1.  | The Siege of Lothal           | Lothal ostroma                | Bosco Ng és Brad Rau       | Henry Gilroy                                    | 2015. június 20.   | 2015. október 11.  | 201          | 0,59                  |
| 17. | 2.  | The Siege of Lothal           | Lothal ostroma                | Bosco Ng és Brad Rau       | Henry Gilroy                                    | 2015. június 20.   | 2015. október 11.  | 202          | 0,59                  |
| 18. | 3.  | The Lost Commanders           | Az elveszett parancsnokok     | Dave Filoni és Sergio Paez | Matt Michnovetz                                 | 2015. október 14.  | 2015. október 18.  | 203          | 0.46                  |
| 19. | 4.  | Relics of the Old Republic    | Emlékek a régi köztársaságból | Bosco Ng                   | Steven Melching                                 | 2015. október 21.  | 2015. október 25.  | 204          | 0.54                  |
| 20. | 5.  | Always Two There Are          | Akikből mindig kettő van      | Brad Rau                   | Kevin Hopps                                     | 2015. október 28.  | 2015. november 1.  | 205          | 0.54                  |
| 21. | 6.  | Brothers of the Broken Horn   | Kalózok a letört szarvon      | Saul Ruiz                  | Bill Wolkoff                                    | 2015. november 4.  | 2015. november 8.  | 206          | 0.55                  |
| 22. | 7.  | Wings of the Master           | A mester szárnyai             | Dave Filoni és Sergio Paez | Steven Melching                                 | 2015. november 11. | 2015. november 15. | 207          | 0.55                  |
| 23. | 8.  | Blood Sisters                 | Vérnővérek                    | Bosco Ng                   | Kevin Hopps                                     | 2015. november 18. | 2015. november 22. | 208          | 0.47                  |
| 24. | 9.  | Stealth Strike                | Titkos csapás                 | Brad Rau                   | Matt Michnovetz                                 | 2015. november 25. | 2015. december 5.  | 209          | 0.55                  |
| 25. | 10. | The Future of The Force       | Az erő jövője                 | Saul Ruiz                  | Bill Wolkoff                                    | 2015. december 2.  | 2015. december 6.  | 210          | 0.49                  |
| 26. | 11. | Legacy                        | Örökség                       | Mel Zwyer                  | Henry Gilroy                                    | 2015. december 9.  | 2015. december 13. | 211          | 0.55                  |
| 27. | 12. | A Princess on Lothal          | Egy hercegnő Lothalon         | Bosco Ng                   | Steven Melching                                 | 2016. január 20.   | 2016. április 16.  | 212          | 0.60                  |
| 28. | 13. | The Protector of Concord Dawn | Concord Dawn védelmezője      | Brad Rau                   | Henry Gilroy és Kevin Hopps                     | 2016. január 27.   | 2016. április 17.  | 213          | 0.48                  |
| 29. | 14. | Legends of the Lasat          | A Lasatok legendái            | Saul Ruiz                  | Matt Michnovetz                                 | 2016. február 3.   | 2016. április 23.  | 214          | 0.56                  |
| 30. | 15. | The Call                      | Szólítás                      | Mel Zwyer                  | Bill Wolkoff                                    | 2016. február 10.  | 2016. április 24.  | 215          | 0.59                  |
| 31. | 16. | Homecoming                    | Hazatérés                     | Bosco Ng                   | Steven Melching                                 | 2016. február 17.  | 2016. április 30.  | 216          | 0.51                  |
| 32. | 17. | The Honorable Ones            | Akiket tisztelet övez         | Brad Rau                   | Kevin Hopps                                     | 2016. február 24.  | 2016. május 1.     | 217          | 0.56                  |
| 33. | 18. | Shroud of Darkness            | A sötétség leple              | Saul Ruiz                  | Henry Gilroy                                    | 2016. március 2.   | 2016. május 7.     | 218          | 0.68                  |
| 34. | 19. | The Forgotten Droid           | Az ottfelejtett droid         | Mel Zwyer                  | Matt Michnovetz                                 | 2016. március 16.  | 2016. május 8.     | 219          | 0.58                  |
| 35. | 20. | The Mystery of Chopper Base   | A bázis titka                 | Bosco Ng                   | Steven Melching                                 | 2016. március 23.  | 2016. május 14.    | 220          | 0.53                  |
| 36. | 21. | Twilight of The Apprentice    | A tanítvány alkonya           | Dave Filoni                | Simon Kinberg, Simon Kinberg és Steven Melching | 2016. március 30.  | 2016. május 15.    | 221          | 0.69                  |
| 37. | 22. | Twilight of The Apprentice    | A tanítvány alkonya           | Dave Filoni                | Simon Kinberg, Simon Kinberg és Steven Melching | 2016. március 30.  | 2016. május 15.    | 222          | 0.69                  |

### 3. évad (2016-2017)
| #   | #   | Eredeti cím             | Magyar cím                  | Rendezte              | Írta                                            | Eredeti premier      | Magyar premier     | Gyártási kód | Nézettség (millió fő) |
| --- | --- | ----------------------- | --------------------------- | --------------------- | ----------------------------------------------- | -------------------- | ------------------ | ------------ | --------------------- |
| 38. | 1.  | Steps Into Shadow       | A sötétség felé             | Bosco Ng és Mel Zwyer | Steven Melching és Matt Michnovetz              | 2016. szeptember 24. | 2016. november 19. | 301          | 0,56                  |
| 39. | 2.  | Steps Into Shadow       | A sötétség felé             | Bosco Ng és Mel Zwyer | Steven Melching és Matt Michnovetz              | 2016. szeptember 24. | 2016. november 19. | 302          | 0,56                  |
| 40. | 3.  | The Holocrons of Fate   | A végzet holokronjai        | Steward Lee           | Henry Gilroy                                    | 2016. október 1.     | 2016. november 20. | 303          | 0,41                  |
| 41. | 4.  | The Antilles Extraction | Antilles szöktetése         | Saul Ruiz             | Gary Whitta                                     | 2016. október 8.     | 2016. november 26. | 304          | 0,51                  |
| 42. | 5.  | Hera's Heroes           | Hera hősei                  | Mel Zwyer             | Nicole Dubuc                                    | 2016. október 15.    | 2016. november 27. | 305          | 0,40                  |
| 43. | 6.  | The Last Battle         | Az utolsó csata             | Bosco Ng              | Brent Friedman                                  | 2016. október 22.    | 2016. december 3.  | 306          | 0,45                  |
| 44. | 7.  | Imperial Supercommandos | Birodalmi szuperkommandósok | Steward Lee           | Christopher Yost                                | 2016. november 5.    | 2016. december 4.  | 307          | 0,55                  |
| 45. | 8.  | Iron Squadron           | A vas csapat                | Saul Ruiz             | Matt Michnovetz                                 | 2016. november 19.   | 2016. december 10. | 308          | 0.41                  |
| 46. | 9.  | The Wynkahthu Job       | A wynkahthui munka          | Mel Zwyer             | Gary Whitta                                     | 2016. november 26.   | 2016. december 11. | 309          | 0.44                  |
| 47. | 10. | An Inside Man           | Beépített ember             | Steward Lee           | Nicole Dubuc                                    | 2016. december 3.    | 2017. március 25.  | 310          | 0.36                  |
| 48. | 11. | Visions and Voices      | Hangok és víziók            | Bosco Ng              | Brent Friedman                                  | 2016. december 10.   | 2017. március 26.  | 311          | 0.43                  |
| 49. | 12. | Ghosts of Geonosis      | A Geonosis szellemei        | Saul Ruiz             | Dave Filoni, Steven Melching és Matt Michnovetz | 2017. január 7.      | 2017. április 1.   | 312          | 0.56                  |
| 50. | 13. | Ghosts of Geonosis      | A Geonosis szellemei        | Mel Zwyer             | Dave Filoni, Steven Melching és Matt Michnovetz | 2017. január 7.      | 2017. április 1.   | 313          | 0.56                  |
| 51. | 14. | Warhead                 | A bomba                     | Bosco Ng              | Gary Whitta                                     | 2017. január 14.     | 2017. április 2.   | 314          | 0.37                  |
| 52. | 15. | Trials of the Darksaber | A sötét kard                | Steward Lee           | Dave Filoni                                     | 2017. január 21.     | 2017. április 8.   | 315          | 0.48                  |
| 53. | 16. | Legacy of Mandalore     | Mandalore öröksége          | Mel Zwyer             | Christopher Yost                                | 2017. február 18.    | 2017. április 9.   | 317          | 0.36                  |
| 54. | 17. | Through Imperial Eyes   | Birodalmi szemmel           | Saul Ruiz             | Nicole Dubuc és Henry Gilroy                    | 2017. február 25.    | 2017. április 15.  | 316          | 0.42                  |
| 55. | 18. | Secret Cargo            | Titkos rakomány             | Bosco Ng              | Matt Michnovetz                                 | 2017. március 4.     | 2017. április 16.  | 318          | 0.42                  |
| 56. | 19. | Double Agent Droid      | A kettős ügynök droid       | Steward Lee           | Brent Friedman                                  | 2017. március 11.    | 2017. április 22.  | 319          | 0.36                  |
| 57. | 20. | Twin Suns               | Iker napok                  | Dave Filoni           | Dave Filoni és Henry Gilroy                     | 2017. március 18.    | 2017. április 29.  | 320          | 0.40                  |
| 58. | 21. | Zero Hour               | Zéró óra                    | Justin Ridge          | Steven Melching                                 | 2017. március 25.    | 2017. május 6.     | 321          | 0.49                  |
| 59. | 22. | Zero Hour               | Zéró óra                    | Justin Ridge          | Henry Gilroy és Matt Michnovetz                 | 2017. március 25.    | 2017. május 6.     | 322          | 0.49                  |

### 4. évad (2017-2018)
| #   | #   | Eredeti cím                  | Magyar cím            | Rendezte                             | Írta                                                                   | Eredeti premier    | Magyar premier    | Gyártási kód | Nézettség (millió fő) |
| --- | --- | ---------------------------- | --------------------- | ------------------------------------ | ---------------------------------------------------------------------- | ------------------ | ----------------- | ------------ | --------------------- |
| 60. | 1.  | Heroes of Mandalore          | Mandalore hősei       | Steward Lee                          | Henry Gilroy és Steven Melching                                        | 2017. október 16.  | 2018. március 17. | 401          | N/A                   |
| 61. | 2.  | Heroes of Mandalore          | Mandalore hősei       | Saul Ruiz                            | Christopher Yost                                                       | 2017. október 16.  | 2018. március 18. | 402          | N/A                   |
| 62. | 3.  | In the Name of the Rebellion | A lázadás nevében     | Sergio Paez                          | Gary Whitta                                                            | 2017. október 23.  | 2018. március 24. | 403          | 0,26                  |
| 63. | 4.  | In the Name of the Rebellion | A lázadás nevében     | Bosco Ng                             | Matt Michnovetz                                                        | 2017. október 23.  | 2018. március 25. | 404          | 0,26                  |
| 64. | 5.  | The Occupation               | A megszállás          | Steward Lee                          | Christopher Yost                                                       | 2017. október 30.  | 2018. március 31. | 405          | 0,20                  |
| 65. | 6.  | Flight of the Defender       | A Defender tesztje    | Saul Ruiz                            | Dave Filoni és Steven Melching                                         | 2017. október 30.  | 2018. április 1.  | 406          | 0,19                  |
| 66. | 7.  | Kindred                      | Rokonság              | Sergio Paez                          | Dave Filoni és Henry Gilroy                                            | 2017. november 6.  | 2018. április 7.  | 407          | 0,27                  |
| 67. | 8.  | Crawler Commandeers          | Kalóztámadás          | Bosco Ng                             | Matt Michnovetz                                                        | 2017. november 6.  | 2018. április 8.  | 408          | 0,26                  |
| 68. | 9.  | Rebel Assault                | A lázadók támadása    | Steward Lee                          | Dave Filoni és Steven Melching                                         | 2017. november 13. | 2018. április 14. | 409          | 0,28                  |
| 69. | 10. | Jedi Night                   | A Jedi éjszakája      | Saul Ruiz                            | Dave Filoni és Henry Gilroy                                            | 2018. február 19.  | 2018. április 15. | 410          | 0,34                  |
| 70. | 11. | Dume                         | Dume                  | Sergio Paez                          | Dave Filoni,és Christopher Yost                                        | 2018. február 19.  | 2018. április 21. | 411          | 0,35                  |
| 71. | 12. | Wolves and a Door            | Farkasok és egy kapu  | Dave Filoni és Bosco Ng              | Dave Filoni                                                            | 2018. február 26.  | 2018. április 22. | 412          | 0,28                  |
| 72. | 13. | A World Between Worlds       | Világok közti világ   | Dave Filoni és Steward Lee           | Dave Filoni                                                            | 2018. február 26.  | 2018. április 28. | 413          | N/A                   |
| 73. | 14. | A Fool's Hope                | A bolond reménye      | Dave Filoni és Saul Ruiz             | Henry Gilroy és Steven Melching                                        | 2018. március 5.   | 2018. április 29. | 414          | 0,51                  |
| 74. | 15. | Family Reunion and Farewell  | Viszontlátás és búcsú | Dave Filoni, Bosco Ng és Sergio Paez | Dave Filoni, Henry Gilroy, Kiri Hart, Simon Kinberg és Steven Melching | 2018. március 5.   | 2018. május 5.    | 415          | 0,46                  |
| 75. | 16. | Family Reunion and Farewell  | Viszontlátás és búcsú | Dave Filoni, Bosco Ng és Sergio Paez | Dave Filoni, Henry Gilroy, Kiri Hart, Simon Kinberg és Steven Melching | 2018. március 5.   | 2018. május 5.    | 416          | 0,46                  |